# Heteropternis rufipes
Heteropternis rufipes är en insektsart som först beskrevs av Tokuichi Shiraki 1910.  Heteropternis rufipes ingår i släktet Heteropternis och familjen gräshoppor. Inga underarter finns listade i Catalogue of Life.